# Lunde Herred
Lunde Herred var et herred i Odense Amt. Herredet hørte før 1662 under Odensegård Len , der så blev til Odensegård Amt, indtil det ved reformen af 1793 blev en del af Odense Amt.
I herredet ligger og følgende sogne:
- Allesø Sogn
- Hjadstrup Sogn
- Lumby Sogn
- Lunde Sogn
- Norup Sogn
- Otterup Sogn
- Skeby Sogn
- Østrup Sogn